# Zygonyx geminuncus
Zygonyx geminuncus – gatunek ważki z rodziny ważkowatych (Libellulidae). Występuje w Afryce Zachodniej; stwierdzony w Gwinei (na górze Nimba) i Ghanie.